# Bezogończyk krągłouchy
Bezogończyk krągłouchy (Coelops frithii) – gatunek ssaka z rodziny płatkonosowatych (Hipposideridae).

## Taksonomia
Gatunek po raz pierwszy zgodnie z zasadami nazewnictwa binominalnego opisał w 1848 roku brytyjski zoolog Edward Blyth nadając mu nazwę Coelops frithii. Holotyp pochodził z Sundarbanów w Bangladeszu. 
Zachodzi potrzeba rewizji taksonomicznej, ponieważ granice diagnostyczne i geograficzne każdego podgatunku są nadal niejasne. Autorzy Illustrated Checklist of the Mammals of the World rozpoznają pięć podgatunków. Podstawowe dane taksonomiczne podgatunków (oprócz nominatywnego) przedstawia poniższa tabelka:
| Podgatunek       | Oryginalna nazwa    | Autor i rok opisu | Miejsce typowe                                                                     |
| ---------------- | ------------------- | ----------------- | ---------------------------------------------------------------------------------- |
| C. f. bernsteini | Coelops bernsteinii | Peters, 1862      | Jawa.                                                                              |
| C. f. formosanus | Coelops formosanus  | Horikawa, 1928    | Jaskinia Kuraru w Loshu, Kaohsiung, Republika Chińska.                             |
| C. f. inflatus   | Coelops inflata     | G.S. Miller, 1928 | Niedaleko Nanping, na wysokości 2000 ft (610 m), Fujian, Chińska Republika Ludowa. |
| C. f. sinicus    | Coelops sinicus     | G M. Allen, 1928  | 2 mi (3 km) na północny wschód od Wanzhou, Syczuan, Chińska Republika Ludowa.      |

### Etymologia
- Coelops: gr. κοιλος koilos „wgłębienie”; ωψ ōps, ωπος ōpos „wygląd”[15].
- frithii: Robert W.G. Frith (daty urodzenia i  śmierci nieznane), właściciel fabryki indygo w Khulna, na terenie dzisiejszego Bangladeszu, a także kolekcjoner przyrodniczy. Był wielkim przyjacielem Edwarda Blytha, który wspomina o nim w swoim „Catalogue of Mammals and Birds of Burma” z 1875 roku[16].
- bernsteini: Heinrich Agathon Bernstein (1828–1865), niemiecki lekarz, zoolog, kolekcjoner[3][17].
- formosanus: Formoza (obecnie Tajwan)[18].
- inflatus: łac. inflatus „spuchnięty, nadmuchany”, od inflare „dmuchać w”[19].
- sinicus: średniowiecznołac. Sinicus „chiński”, od późnołac. Sinae „chiński”, od gr. σιναι Sinai „chiński”[20].

## Zasięg występowania
Bezogończyk krągłouchy występuje w południowej i południowo-wschodniej Azji zamieszkując w zależności od podgatunku:
- C. frithii frithii – północno-wschodnie Indie, Bangladesz, Mjanma i prawdopodobnie północna Tajlandia.
- C. frithii bernsteini – Sumatra, Jawa i Bali.
- C. frithii formosanus – Republika Chińska.
- C. frithii inflatus – południowo-środkowa i południowo-wschodnia Chińska Republika Ludowa (Fujian, Guangdong, Kuangsi i wyspa Hajnan), Tajlandia, Laos, Wietnam i Kambodża.
- C. frithii sinicus – środkowa Chińska Republika Ludowa (Syczuan).

Okazy z półwyspu tajsko-malajskiego nie są jeszcze przypisane do żadnego podgatunku.

## Morfologia
Długość ciała 38–50 mm, długość przedramienia 34–44 mm; masa ciała 3–7 g. Bezogończyk krągłouchy posiada mniej dziwaczny kształt wyrośla znajdującego się na nosach jego bliskich krewnych. Również ma krótsze i bardziej zaokrąglone uszy. Wzór zębowy: I {\displaystyle {\tfrac {1}{2}}} C {\displaystyle {\tfrac {1}{1}}} P {\displaystyle {\tfrac {2}{2}}} M {\displaystyle {\tfrac {3}{3}}} = 30. Kariotyp wynosi 2n = 30 i FN = 56.

## Tryb życia
Występuje w lasach na wysokości 100 do 1370 m n.p.m.. Niewielkie grupy liczące 12 osobników lub w nieco większej liczbie śpią w ciągu dnia w budynkach lub dziuplach.

### Rozmnażanie
Na Jawie stwierdzono, że młode rodzą się pod koniec lutego.